# Чаплинська волость (Новомосковський повіт)
Чаплинська волость — історична адміністративно-територіальна одиниця Новомосковського повіту Катеринославської губернії.
Станом на 1886 рік складалася з єдиного поселення, 4 сільських громад. Населення — 6914 осіб (3435 чоловічої статі та 3479 — жіночої), 2392 дворових господарств.
|                    | Площа, десятин | У тому числі орної, десятин |
| ------------------ | -------------- | --------------------------- |
| Сільських громад   | 12727          | 9674                        |
| Казенної власності | —              | —                           |
| Іншої власності    | 143            | 133                         |
| Загалом            | 12870          | 9807                        |

Єдине поселення волості:
- Чаплинка — село при річці Чаплинка в 40 верстах від повітового міста, 6874 особи, 1056 дворів, 2 православні церкви, єврейський молитовний будинок, школа, поштова станція, 2 лавка, бондарня, 3 постоялі двори, 3 ярмарки, базари по святам.